# Момчило Јанковић
Момчило Јанковић (Ниш, 24. новембар 1883 — Београд, 27. новембар 1944) био је српски политичар у влади народног спаса Милана Недића. Судском одлуком 2012. године је рехабилитован.

## Биографија
Рођен је у Нишу од оца Ђорђа и мајке Милеве. Основну школу и гимназију је завршио у Нишу, а Правни факултет у Београду.
По завршетку студија вратио се у Ниш где је радио као адвокатски приправник и писар Првостепеног суда, од 1910. године. Уређивао је лист „Трговина“, гласило трговачке омладине у Нишу, од 1911. године.
Изабран је 1938. за народног посланика на листи Југословенске радикалне заједнице Милана Стојадиновића на децембарским изборима. Тада се преселио у Београд где је радио као адвокат.
На предлог шефа окупациооног Управног штаба Србије Харалда Турнера, Јанковић је 30. априла 1941. именован у Комесарску управу Милана Аћимовића где је управљао ресором правде. У говору на радио Београду 1. јуна 1941. Јанковић је за оптужио Симовићеву пучистичку владу да је извала немачку инвазију, сугеришући неопходност њиховог судског процесуирања.
После партизанског устанка против немачке окупације, био је један од потписника Апела српском народу. Ушао је у Владу народног спаса Милана Недића августа 1941. године као министар без портфеља. Момчило Јанковић је један од потписника Уредбе о преким судовима од 16. септембра 1941, у којој је прописано да ће се казнити смрћу свако ко „речима или делом испољава комунизам или анархизам, или припада организацији која то исповеда“. Повукао се из ове владе 5. октобра 1941. због неслагања са политиком уступака Немцима. После тога није био политички активан.
ОЗНА га је ухапсила 21. октобра 1944. године. Војни суд Првог пролетерског корпуса га је осудио на смрт стрељањем.
Био је ожењен Ерном Милицом Лукшић (1897) са којом је имао три сина: Слободана (1920), Предрага (1921) и Милана (1927). Ерна је пре тога била удата за Душана Поповића (1884—1918) са којим је имала ћерку Мару (1917—2007), удату Протић.
Рехабилитован је 2012. године.